# Rhantus sikkimensis
Rhantus sikkimensis es una especie de escarabajo del género Rhantus, familia Dytiscidae. Fue descrita científicamente por Régimbart en 1899.
Habita en Asia del Sur.